# Hadadi
Hadadi är en ort i Indien.   Den ligger i distriktet Davanagere och delstaten Karnataka, i den södra delen av landet, 1 600 km söder om huvudstaden New Delhi. Hadadi ligger 577 meter över havet och antalet invånare är 5 303.
Terrängen runt Hadadi är platt. Runt Hadadi är det tätbefolkat, med 683 invånare per kvadratkilometer. Närmaste större samhälle är Davangere, 12,0 km norr om Hadadi. Trakten runt Hadadi består till största delen av jordbruksmark.